# Sietas Typ 161
Der Typ 161 ist mit zehn gebauten Einheiten einer der erfolgreichsten Schwergutfrachtschiffstypen der Sietas-Werft in Hamburg-Neuenfelde. Nachfolger dieser Baureihe ist der Typ 176.

## Geschichte

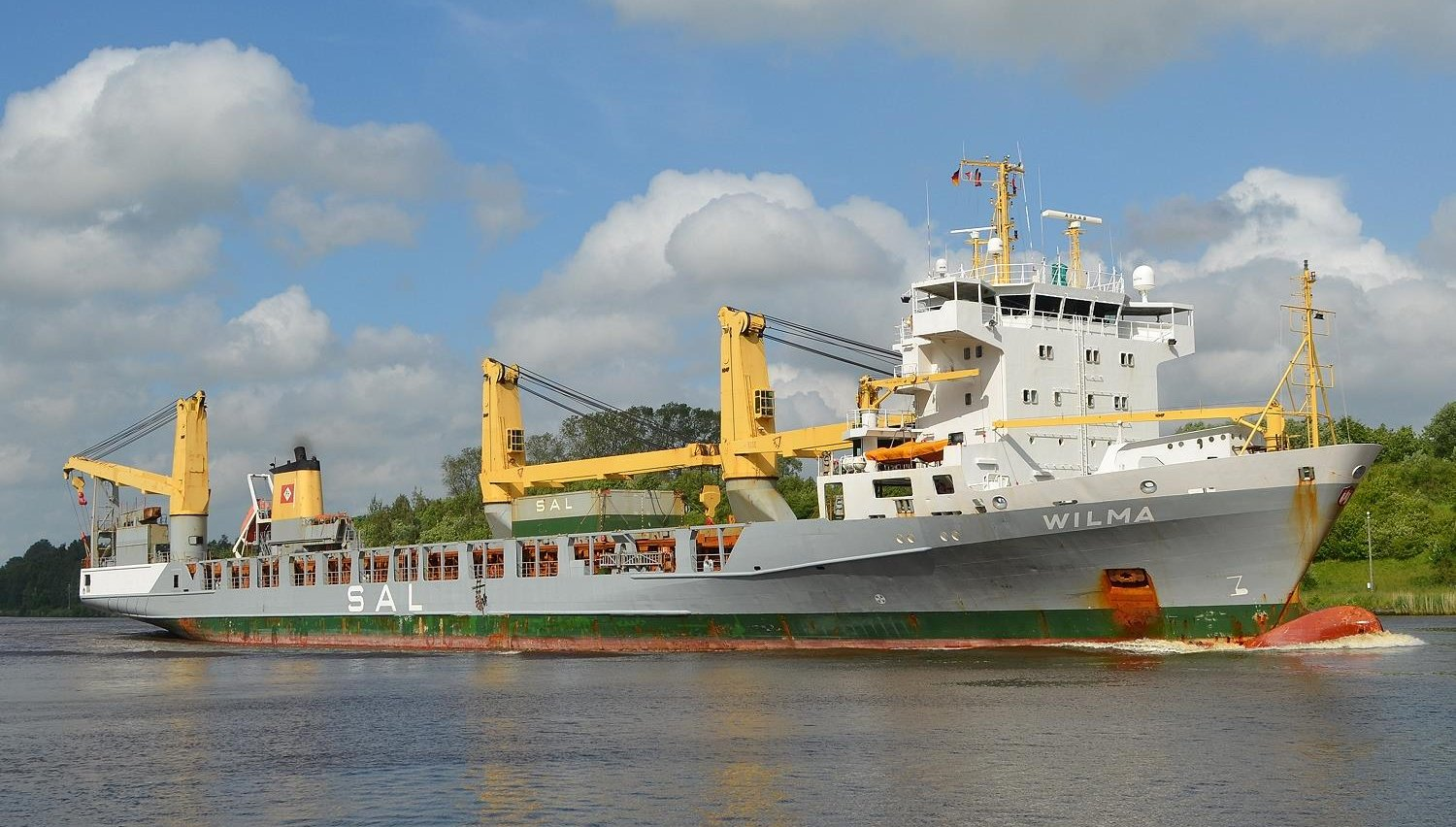
Die Wilma (Typ 161)

Die Serie entstand von 1997 bis 2004 in zehn Einheiten: vier Schiffe des Grundtyps 161, vier des Untertyps 161a und zwei des Untertyps 161b. Alle Schiffe der Baureihe wurden von den Brüdern Hans und Claus Heinrich für die Steinkirchener Reederei Schiffahrtskontor Altes Land geordert. Eingesetzt werden sie vorwiegend in der weltweiten Schwergut- und Projektfahrt.
Im September 2001 überfuhr die Grietje vor der malaysischen Küste ein Riff und wurde erheblich beschädigt. Nach einer provisorischen Reparatur in Singapur überführte man das Schiff zur Sietas-Werft, wo es am 9. Januar 2002 eintraf. Zur Beseitigung der Bodenschäden wurden rund 180 Tonnen Stahl verbaut, was bis dahin die größte Rumpfreparatur der Sietas-Werft war.

## Technik

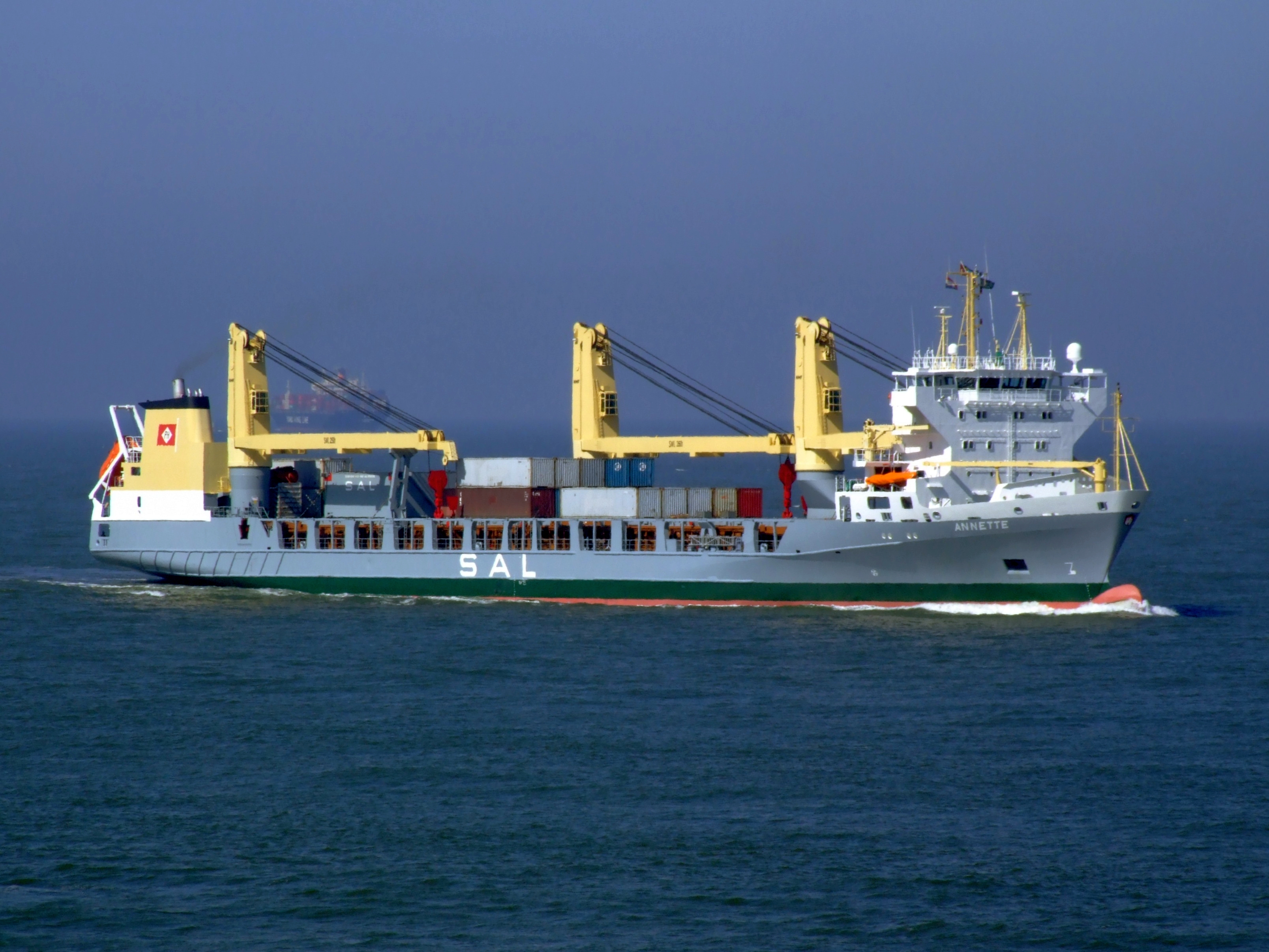
Die Annette (Typ 161b)

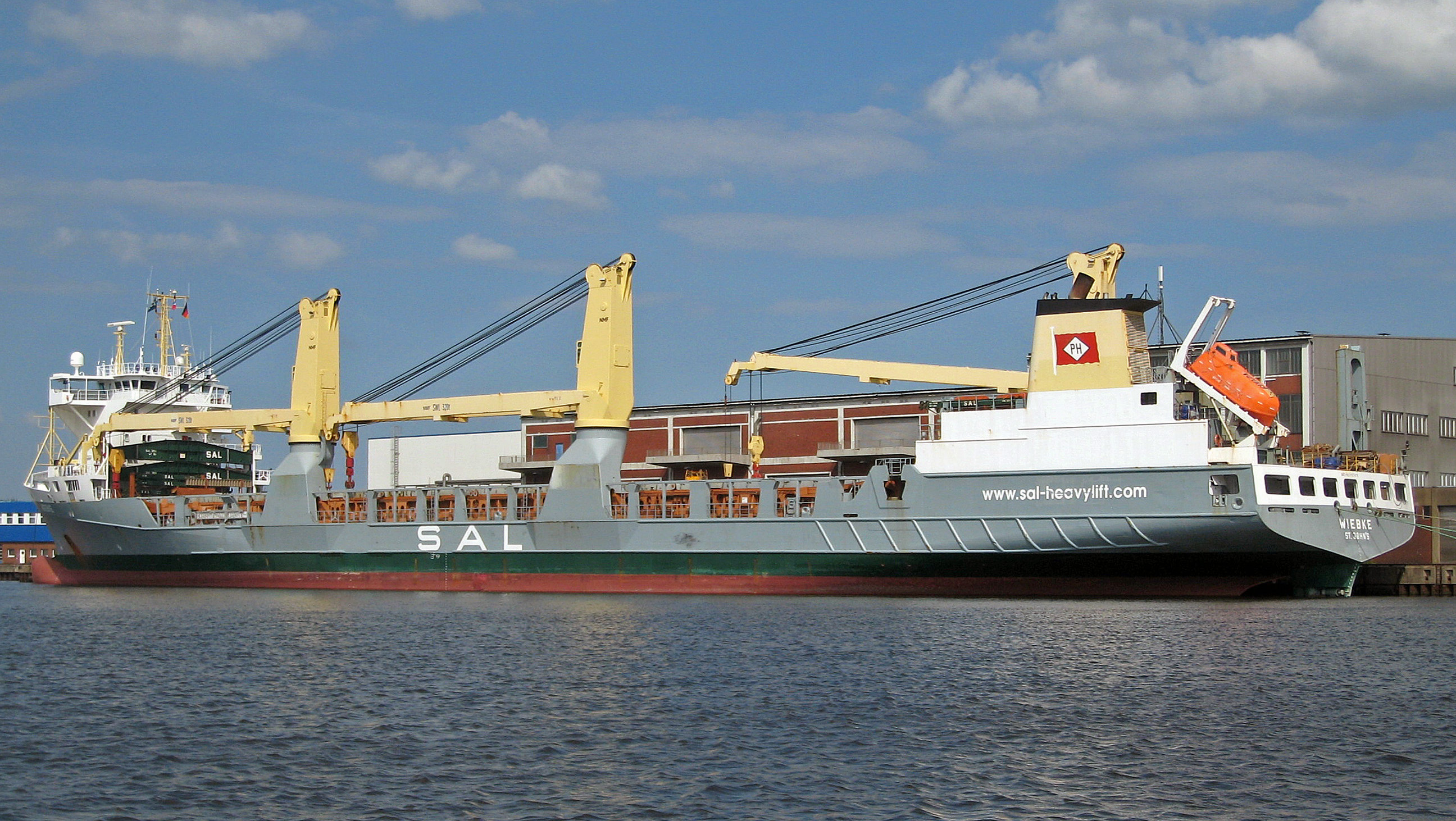
Heckansicht der Wiebke

Angetrieben werden die Schiffe der Baureihe von einem MAN 9L48/60 Dieselmotor, der auf einen Verstellpropeller wirkt.
Die Rümpfe wurden in Sektionsbauweise zusammengefügt. Bei dem Typ 161b wurden achtern die Aufbauten alle auf der Steuerbordseite zusammengelegt um mehr Decksfläche zu erreichen und die Umschlagsarbeiten zu erleichtern.
Der 82,90 Meter lange und 15,80 Meter breite kastenförmige Laderaum (box-shaped) mit einem Rauminhalt von 12.800 m³ ist für den Transport von Containern und Schwergut verstärkt und hat zahlreiche versetzbare Schotten, die auch als Zwischendeck in drei verschiedenen Höhen eingesetzt werden können. Es wurden schwergutverstärkte Lukendeckel verwendet.
Alle Schiffe wurden mit drei Kränen der Neuenfelder Maschinenfabrik  abgeliefert.  Die Baureihe teilt sich in die einzelnen Schiffstypen 161, 161a und 161b auf, deren  Hubvermögen, in der Grundausführung 161 zweimal 275 Tonnen und einmal 150 Tonnen, in der Ausführung 161a zweimal 320 Tonnen und einmal 200 Tonnen und in der Ausführung 161b zweimal 350 Tonnen und einmal 250 Tonnen umfasst. Im gekoppelten Lade- und Löschbetrieb sind beim Typ 161 Gesamtlasten von 550 Tonnen, beim Typ 161a von 640 Tonnen und beim Typ 161b von bis zu 700 Tonnen möglich. Auch können beim Typ 161b alle drei Kräne aufgetoppt gefahren werden.

## Die Schiffe
| Sietas Typ 161 | Sietas Typ 161 | Sietas Typ 161 | Sietas Typ 161 | Sietas Typ 161                                    | Sietas Typ 161 |
| Bauname        | Typ            | Bau- nummer    | IMO- Nummer    | Kiellegung Stapellauf Ablieferung                 | Umbenennungen und Verbleib |
| -------------- | -------------- | -------------- | -------------- | ------------------------------------------------- | --- |
| Gloria         | 161            | 1098           | 9147667        | 26. Januar 1996 31. Mai 1997 5. Juli 1997         | 2010 Blue Ocean, 2012 Gloria, 2014 Guang Rong, 2015 G Rong, am 24. Januar 2015 zur Verschrottung in Chittagong eingetroffen und dort am 6. Februar 2015 zum Abbruch auf den Strand gesetzt |
| Wilma          | 161            | 1099           | 9147679        | 26. Januar 1996 19. Juli 1997 18. September 1997  | am 10. März 2016 zur Verschrottung in Zhoushan eingetroffen und dort ab dem 22. April 2016 beim Unternehmen Zhoushan Changhong International abgebrochen                                   |
| Annemieke      | 161            | 1121           | 9147681        | 15. Februar 1996 17. März 1998 30. April 1998     | 2011 Green Ocean, 2012 Annemieke, so 2024 in Fahrt |
| Lena           | 161            | 1122           | 9147693        | 15. Februar 1996 24. April 1998 6. Juni 1998      | 2015 Lena J, 2015 BBC Lena, am 24. März 2018 zur Verschrottung in Alang eingetroffen und dort am 30. März 2018 zum Abbruch auf den Strand gesetzt                                          |
| Grietje        | 161a           | 1161           | 9147708        | 28. Februar 1996 8. Dezember 1999 7. Februar 2000 | so 2024 in Fahrt |
| Annegret       | 161a           | 1162           | 9147710        | 28. Februar 1996 29. Januar 2000 18. März 2000    | so 2024 in Fahrt |
| Paula          | 161a           | 1174           | 9197466        | 17. Dezember 1997 24. Mai 2000 5. Juli 2000       | so 2024 in Fahrt |
| Wiebke         | 161a           | 1175           | 9197478        | 17. Dezember 1996 29. Juni 2000 2. September 2000 | so 2024 in Fahrt |
| Annette        | 161b           | 1137           | 9266554        | 3. März 1999 1. Oktober 2003 12. Dezember 2003    | so 2024 in Fahrt |
| Maria          | 161b           | 1138           | 9266566        | 3. März 1999 1. Oktober 2003 30. Januar 2004      | so 2024 in Fahrt |